# Effektiv massa
Effektiv massa är den massa som en partikel verkar ha när den utsätts för krafter; det är alltså massan som gör att den uppfyller Newtons andra lag. Teorin för bandstrukturer i en kristall medför att den effektiva massan för en elektron kan vara mycket lägre i en sådan struktur än i vakuum. Den effektiva massan kan t.o.m. vara negativ.
En fri elektron har energin
{\displaystyle E={\frac {\hbar ^{2}k^{2}}{2m_{e}}},}
där {\displaystyle k} är vågtalet, {\displaystyle \hbar } är Plancks reducerade konstant och {\displaystyle m_{e}} är elektronens massa. I en kristall där elektronen känner av en periodisk potential av de ingående atomerna kommer energin fortfarande vara lokalt approximativt proportionell mot vågtalet i kvadrat, men med en annan proportionalitetskonstant. Ett sätt att modifiera ekvationen så att den fortfarande kan användas är att införa den effektiva massan {\displaystyle m_{e}^{*}} enligt
{\displaystyle (m_{e}^{*})^{-1}={\frac {1}{\hbar ^{2}}}{\frac {d^{2}E}{dk^{2}}}.}
Eftersom den effektiva massan beror på materialet som elektronen befinner sig i, kan den mycket väl vara olika i olika riktningar; den är alltså en tensor. Vidare varierar den med vågtalet och kan ibland vara negativ. Detta betyder att om en kraft verkar på elektronen i detta tillstånd kommer den att accelerera i motsatt riktning.
Typiskt är den effektiva massan för en elektron 0.1 - 0.01 {\displaystyle m_{e}.}